# Šmihel
Šmihel  (Sant Migjêl in friulano del carso, in italiano in passato San Michele, in epoca asburgica in tedesco Sankt Michael) è un paese della Slovenia, frazione del comune di Nova Gorica, situato nella Valle del Vipacco. 

## Storia
In epoca asburgica fu dapprima frazione del comune catastale di Sanpasso (Schönpass, Šempas), rimanendo in tale comune per tutto l'Ottocento. In seguito a inizio Novecento San Michele venne scorporata per formare il nuovo comune di Ossegliano-San Michele (Oželjan-Šent Mihel/Sankt Michael).
In seguito alla prima guerra mondiale nel 1920 col Trattato di Rapallo la cittadina venne annessa al Regno d'Italia, come tutto il resto della Venezia Giulia, venendo inquadrata dapprima nella Provincia del Friuli e poi dal 1927 nella neocostituita Provincia di Gorizia. L'anno successivo il comune di Ossegliano-San Michele venne soppresso e il suo territorio inglobato nuovamente nel comune di Sambasso/Sempas (Šempas).
Successivamente alla seconda guerra mondiale nel 1947 col Trattato di Parigi la cittadina passò assieme ai territori circostanti alla Jugoslavia. Nel 1955 il nome sloveno dell'insediamento (Sveti Mihel) venne modificato in Šmihel, nell'ambito del piano di eradicazione dei riferimenti religiosi nella toponomastica adottato dai comunisti jugoslavi.
Dal 1991 fa parte della Slovenia.